# Saison 2019-2020 des Knicks de New York
La saison 2019-2020 des Knicks de New York est la 74e saison de la franchise en NBA.
La franchise obtient le 3e choix de la draft 2019 de la NBA, avec lequel ils choisissent R. J. Barrett.
Le 6 décembre 2019, David Fizdale est limogé et remplacé par Mike Miller, son assistant, jusqu'à la fin de la saison. Puis en mars 2020, Leon Rose prend les rênes de la franchise, après le départ de Scott Perry au poste de président.
La saison a été suspendue par les officiels de la ligue après les matchs du 11 mars  après l'annonce que Rudy Gobert était positif au COVID-19. Le 12 mars 2020, le président de la ligue Adam Silver annonce que le championnat est arrêté pour "au moins 30 jours".
À l'annonce de la reprise de la compétition de la NBA, pour le 31 juillet, la franchise n'a pas été retenue afin de participer à la fin de saison. Elle garde donc les statistiques et le bilan en date du 12 mars 2020.

## Draft
| Tour | Choix | Joueur        | Poste | Nationalité | Provenance            |
| ---- | ----- | ------------- | ----- | ----------- | --------------------- |
| 1    | 3     | R. J. Barrett | SG/SF | Canada      | Blue Devils de Duke   |
| 2    | 55    | Kyle Guy      | SG    | États-Unis  | Cavaliers de Virginie |

## Matchs

### Summer League
| Summer League Total: 2-3 |

| Match                                                        | Date match | Équipe           | Score          | Meilleur marqueur    | Meilleur rebondeur     | Meilleur passeur   | Lieux Spectateurs    | Série |
| ------------------------------------------------------------ | ---------- | ---------------- | -------------- | -------------------- | ---------------------- | ------------------ | -------------------- | ----- |
| 1                                                            | 5 juillet  | Nouvelle-Orléans | D 74-80*       | Allonzo Trier (21)   | Mitchell Robinson (10) | Allonzo Trier (4)  | Thomas & Mack Center | 0 - 1 |
| 2                                                            | 7 juillet  | Phoenix          | D 100-105 (OT) | Iggy Brazdeikis (30) | R. J. Barrett (10)     | Kadeem Allen (6)   | Thomas & Mack Center | 0 - 2 |
| 3                                                            | 9 juillet  | Toronto          | D 73-85        | R. J. Barrett (17)   | Mitchell Robinson (14) | R. J. Barrett (6)  | Thomas & Mack Center | 0 - 3 |
| 4                                                            | 10 juillet | L.A. Lakers      | V 117-96       | Kevin Knox (25)      | Mitchell Robinson (11) | Kadeem Allen (6)   | Thomas & Mack Center | 1 - 3 |
| 5                                                            | 13 juillet | Washington       | V 103-87       | R. J. Barrett (21)   | Mitchell Robinson (9)  | R. J. Barrett (10) | Cox Pavilion         | 2 - 3 |
| * Le match a été arrêté en raison d'un tremblement de terre. |            |                  |                |                      |                        |                    |                      |       |

### Pré-saison
| Pré-saison Total: 1-3 (Domicile : 0-3; Extérieur : 1-0) |

| Match | Date match | Équipe              | Score     | Meilleur marqueur    | Meilleur rebondeur    | Meilleur passeur     | Lieux                 | Série |
| ----- | ---------- | ------------------- | --------- | -------------------- | --------------------- | -------------------- | --------------------- | ----- |
| 1     | 7 octobre  | @ Washington        | V 104-99  | Barrett, Morris (17) | Taj Gibson (9)        | Julius Randle (7)    | Capital One Arena     | 1 - 0 |
| 2     | 11 octobre | Washington          | D 99-115  | Marcus Morris (21)   | Bobby Portis (9)      | Wayne Ellington (5)  | Madison Square Garden | 1 - 1 |
| 3     | 16 octobre | Atlanta             | D 96-100  | Julius Randle (20)   | Morris, Randle (8)    | R. J. Barrett (6)    | Madison Square Garden | 1 - 2 |
| 4     | 18 octobre | La Nouvelle-Orléans | D 116-117 | Julius Randle (20)   | Randle, Smith Jr. (9) | Dennis Smith Jr. (6) | Madison Square Garden | 1 - 3 |

### Saison régulière
| Saison régulière Total: 21-45 (Domicile : 11-21; Extérieur : 10-24) |

| Match | Date match | Équipe        | Score     | Meilleur marqueur  | Meilleur rebondeur  | Meilleur passeur    | Lieux                 | Série |
| ----- | ---------- | ------------- | --------- | ------------------ | ------------------- | ------------------- | --------------------- | ----- |
| 1     | 23 octobre | @ San Antonio | D 111-120 | Marcus Morris (26) | Julius Randle (11)  | Elfrid Payton (8)   | AT&T Center           | 0 - 1 |
| 2     | 25 octobre | @ Brooklyn    | D 109-113 | Allonzo Trier (22) | Julius Randle (11)  | Julius Randle (4)   | Barclays Center       | 0 - 2 |
| 3     | 26 octobre | Boston        | D 95-118  | R. J. Barrett (26) | Bobby Portis (11)   | Elfrid Payton (5)   | Madison Square Garden | 0 - 3 |
| 4     | 28 octobre | Chicago       | D 105-98  | Bobby Portis (28)  | R. J. Barrett (15)  | Barrett, Randle (5) | Madison Square Garden | 1 - 3 |
| 5     | 30 octobre | @ Orlando     | D 83-95   | Julius Randle (16) | Portis, Randle (10) | Julius Randle (7)   | Amway Center          | 1 - 4 |

| Match | Date match   | Équipe         | Score     | Meilleur marqueur  | Meilleur rebondeur     | Meilleur passeur      | Lieux                    | Série  |
| ----- | ------------ | -------------- | --------- | ------------------ | ---------------------- | --------------------- | ------------------------ | ------ |
| 6     | 1er novembre | @ Boston       | D 102-104 | Marcus Morris (29) | Julius Randle (10)     | Barrett, Randle (5)   | TD Garden                | 1 - 5  |
| 7     | 3 novembre   | Sacramento     | D 92-113  | Marcus Morris (28) | Julius Randle (7)      | Allonzo Trier (4)     | Madison Square Garden    | 1 - 6  |
| 8     | 6 novembre   | @ Détroit      | D 102-122 | Julius Randle (20) | R. J. Barrett (6)      | R. J. Barrett (8)     | Little Caesars Arena     | 1 - 7  |
| 9     | 8 novembre   | @ Dallas       | V 106-102 | Marcus Morris (29) | Bobby Portis (12)      | Trois joueurs (4)     | American Airlines Center | 2 - 7  |
| 10    | 10 novembre  | Cleveland      | D 87-108  | Julius Randle (20) | Julius Randle (16)     | Frank Ntilikina (6)   | Madison Square Garden    | 2 - 8  |
| 11    | 12 novembre  | @ Chicago      | D 102-120 | Marcus Morris (22) | Marcus Morris (9)      | R. J. Barrett (9)     | United Center            | 2 - 9  |
| 12    | 14 novembre  | Dallas         | V 106-103 | Marcus Morris (20) | Julius Randle (10)     | Dennis Smith Jr. (8)  | Madison Square Garden    | 3 - 9  |
| 13    | 16 novembre  | Charlotte      | D 102-103 | R. J. Barrett (22) | Mitchell Robinson (12) | Ntilikina, Randle (6) | Madison Square Garden    | 3 - 10 |
| 14    | 18 novembre  | Cleveland      | V 123-105 | Julius Randle (30) | Gibson, Robinson (8)   | Frank Ntilikina (6)   | Madison Square Garden    | 4 - 10 |
| 15    | 20 novembre  | @ Philadelphie | D 104-109 | Marcus Morris (22) | Marcus Morris (13)     | Marcus Morris (6)     | Wells Fargo Center       | 4 - 11 |
| 16    | 23 novembre  | San Antonio    | D 104-111 | Marcus Morris (20) | Julius Randle (8)      | Frank Ntilikina (9)   | Madison Square Garden    | 4 - 12 |
| 17    | 24 novembre  | Brooklyn       | D 101-103 | Marcus Morris (26) | Gibson, Randle (8)     | Ntilikina, Smith (5)  | Madison Square Garden    | 4 - 13 |
| 18    | 27 novembre  | @ Toronto      | D 98-126  | Julius Randle (19) | Randle, Robinson (8)   | Trois joueurs (4)     | Scotiabank Arena         | 4 - 14 |
| 19    | 29 novembre  | Philadelphie   | D 95-101  | Julius Randle (22) | Julius Randle (10)     | Ntilikina, Randle (4) | Madison Square Garden    | 4 - 15 |

| Match | Date match   | Équipe         | Score          | Meilleur marqueur      | Meilleur rebondeur     | Meilleur passeur     | Lieux                   | Série  |
| ----- | ------------ | -------------- | -------------- | ---------------------- | ---------------------- | -------------------- | ----------------------- | ------ |
| 20    | 1er décembre | Boston         | D 104-113      | Julius Randle (26)     | R. J. Barrett (7)      | Dennis Smith Jr. (7) | Madison Square Garden   | 4 - 16 |
| 21    | 2 décembre   | @ Milwaukee    | D 88-132       | Julius Randle (19)     | Mitchell Robinson (14) | Dennis Smith Jr. (3) | Fiserv Forum            | 4 - 17 |
| 22    | 5 décembre   | Denver         | D 92-129       | Mitchell Robinson (17) | Mitchell Robinson (7)  | R. J. Barrett (5)    | Madison Square Garden   | 4 - 18 |
| 23    | 7 décembre   | Indiana        | D 103-104      | Marcus Morris (25)     | Julius Randle (12)     | Elfrid Payton (7)    | Madison Square Garden   | 4 - 19 |
| 24    | 10 décembre  | @ Portland     | D 87-115       | Julius Randle (15)     | Bobby Portis (10)      | Elfrid Payton (4)    | Moda Center             | 4 - 20 |
| 25    | 11 décembre  | @ Golden State | V 124-122 (OT) | Marcus Morris (36)     | Julius Randle (13)     | Payton, Randle (5)   | Chase Center            | 5 - 20 |
| 26    | 13 décembre  | @ Sacramento   | V 103-101      | Julius Randle (26)     | Randle, Robinson (9)   | Marcus Morris (5)    | Golden 1 Center         | 6 - 20 |
| 27    | 15 décembre  | @ Denver       | D 105-111      | Marcus Morris (22)     | Julius Randle (9)      | Elfrid Payton (11)   | Pepsi Center            | 6 - 21 |
| 28    | 17 décembre  | Atlanta        | V 143-120      | R. J. Barrett (27)     | Mitchell Robinson (13) | Elfrid Payton (9)    | Madison Square Garden   | 7 - 21 |
| 29    | 20 décembre  | @ Miami        | D 114-129      | Bobby Portis (30)      | Portis, Randle (8)     | Dotson, Smith (5)    | American Airlines Arena | 7 - 22 |
| 30    | 21 décembre  | Milwaukee      | D 102-123      | Julius Randle (20)     | Bobby Portis (9)       | Elfrid Payton (10)   | Madison Square Garden   | 7 - 23 |
| 31    | 23 décembre  | Washington     | D 115-121      | Julius Randle (35)     | Mitchell Robinson (13) | Elfrid Payton (12)   | Madison Square Garden   | 7 - 24 |
| 32    | 26 décembre  | @ Brooklyn     | V 94-82        | Julius Randle (33)     | Mitchell Robinson (10) | Elfrid Payton (4)    | Barclays Center         | 8 - 24 |
| 33    | 28 décembre  | @ Washington   | V 107-100      | Julius Randle (30)     | Julius Randle (16)     | Elfrid Payton (8)    | Capital One Arena       | 9 - 24 |

| Match | Date match  | Équipe              | Score     | Meilleur marqueur     | Meilleur rebondeur     | Meilleur passeur     | Lieux                      | Série   |
| ----- | ----------- | ------------------- | --------- | --------------------- | ---------------------- | -------------------- | -------------------------- | ------- |
| 34    | 1er janvier | Portland            | V 117-93  | Randle, Robinson (22) | Julius Randle (13)     | Frank Ntilikina (10) | Madison Square Garden      | 10 - 24 |
| 35    | 3 janvier   | @ Phoenix           | D 112-120 | Marcus Morris (25)    | Julius Randle (13)     | Elfrid Payton (6)    | Talking Stick Resort Arena | 10 - 25 |
| 36    | 5 janvier   | @ L.A. Clippers     | D 132-135 | Marcus Morris (38)    | Julius Randle (8)      | Kadeem Allen (6)     | Staples Center             | 10 - 26 |
| 37    | 7 janvier   | @ L.A. Lakers       | D 87-117  | R. J. Barrett (19)    | Julius Randle (10)     | Elfrid Payton (4)    | Staples Center             | 10 - 27 |
| 38    | 8 janvier   | @ Utah              | D 104-128 | Frank Ntilikina (16)  | Bobby Portis (13)      | Bobby Portis (6)     | Vivint Smart Home Arena    | 10 - 28 |
| 39    | 10 janvier  | La Nouvelle-Orléans | D 111-123 | Reggie Bullock (15)   | R. J. Barrett (9)      | Elfrid Payton (7)    | Madison Square Garden      | 10 - 29 |
| 40    | 12 janvier  | Miami               | V 124-121 | Julius Randle (26)    | Gibson, Randle (8)     | Elfrid Payton (5)    | Madison Square Garden      | 11 - 29 |
| 41    | 14 janvier  | @ Milwaukee         | D 102-128 | Julius Randle (25)    | Julius Randle (15)     | Kadeem Allen (6)     | Fiserv Forum               | 11 - 30 |
| 42    | 16 janvier  | Phoenix             | D 98-121  | Julius Randle (26)    | Bobby Portis (10)      | Elfrid Payton (7)    | Madison Square Garden      | 11 - 31 |
| 43    | 18 janvier  | Philadelphie        | D 87-90   | Marcus Morris (20)    | Julius Randle (12)     | Elfrid Payton (7)    | Madison Square Garden      | 11 - 32 |
| 44    | 20 janvier  | @ Cleveland         | V 106-86  | Morris, Randle (19)   | Julius Randle (9)      | Elfrid Payton (8)    | Rocket Mortgage FieldHouse | 12 - 32 |
| 45    | 22 janvier  | L.A. Lakers         | D 92-100  | Marcus Morris (20)    | Mitchell Robinson (12) | Elfrid Payton (9)    | Madison Square Garden      | 12 - 33 |
| 46    | 24 janvier  | Toronto             | D 112-118 | Dotson, Morris (21)   | Julius Randle (11)     | Elfrid Payton (11)   | Madison Square Garden      | 12 - 34 |
| 47    | 26 janvier  | Brooklyn            | V 110-97  | Julius Randle (22)    | Julius Randle (15)     | Elfrid Payton (9)    | Madison Square Garden      | 13 - 34 |
| 48    | 28 janvier  | @ Charlotte         | D 92-97   | Julius Randle (24)    | Mitchell Robinson (10) | Elfrid Payton (8)    | Spectrum Center            | 13 - 35 |
| 49    | 29 janvier  | Memphis             | D 106-127 | Marcus Morris (17)    | Julius Randle (14)     | Elfrid Payton (11)   | Madison Square Garden      | 13 - 36 |

| Match                  | Date match  | Équipe         | Score           | Meilleur marqueur      | Meilleur rebondeur     | Meilleur passeur     | Lieux                      | Série   |
| ---------------------- | ----------- | -------------- | --------------- | ---------------------- | ---------------------- | -------------------- | -------------------------- | ------- |
| 50                     | 1er février | @ Indiana      | V 92-85         | Marcus Morris (28)     | Julius Randle (18)     | Dennis Smith Jr. (6) | Bankers Life Fieldhouse    | 14 - 36 |
| 51                     | 3 février   | @ Cleveland    | V 139-134 (OT)  | Marcus Morris (26)     | Elfrid Payton (11)     | Elfrid Payton (15)   | Rocket Mortgage FieldHouse | 15 - 36 |
| 52                     | 6 février   | Orlando        | V 105-103       | Julius Randle (22)     | Julius Randle (8)      | Elfrid Payton (9)    | Madison Square Garden      | 16 - 36 |
| 53                     | 8 février   | @ Détroit      | V 95-92         | Ellington, Randle (17) | Elfrid Payton (9)      | Elfrid Payton (6)    | Little Caesars Arena       | 17 - 36 |
| 54                     | 9 février   | @ Atlanta      | D 135-140 (2OT) | Julius Randle (35)     | Julius Randle (18)     | Elfrid Payton (9)    | State Farm Arena           | 17 - 37 |
| 55                     | 12 février  | Washington     | D 96-114        | Julius Randle (21)     | Julius Randle (13)     | Elfrid Payton (8)    | Madison Square Garden      | 17 - 38 |
| NBA All-Star Game 2020 |             |                |                 |                        |                        |                      |                            |         |
| 56                     | 21 février  | Indiana        | D 98-106        | Bobby Portis (19)      | Mitchell Robinson (8)  | Dennis Smith Jr. (6) | Madison Square Garden      | 17 - 39 |
| 57                     | 24 février  | @ Houston      | D 112-123       | R. J. Barrett (21)     | Julius Randle (12)     | Dennis Smith Jr. (5) | Toyota Center              | 17 - 40 |
| 58                     | 26 février  | @ Charlotte    | D 101-107       | Julius Randle (18)     | Mitchell Robinson (16) | Elfrid Payton (9)    | Spectrum Center            | 17 - 41 |
| 59                     | 27 février  | @ Philadelphie | D 106-115       | Julius Randle (30)     | Julius Randle (10)     | Elfrid Payton (12)   | Wells Fargo Center         | 17 - 42 |
| 60                     | 29 février  | Chicago        | V 125-115       | Mitchell Robinson (23) | Randle, Robinson (10)  | Elfrid Payton (10)   | Madison Square Garden      | 18 - 42 |

| Match | Date match | Équipe        | Score          | Meilleur marqueur      | Meilleur rebondeur  | Meilleur passeur     | Lieux                 | Série   |
| ----- | ---------- | ------------- | -------------- | ---------------------- | ------------------- | -------------------- | --------------------- | ------- |
| 61    | 2 mars     | Houston       | V 125-123      | R. J. Barrett (27)     | Julius Randle (16)  | Elfrid Payton (6)    | Madison Square Garden | 19 - 42 |
| 62    | 4 mars     | Utah          | D 104-112      | Julius Randle (32)     | Julius Randle (11)  | Elfrid Payton (9)    | Madison Square Garden | 19 - 43 |
| 63    | 6 mars     | Oklahoma City | D 103-126      | Elfrid Payton (18)     | Elfrid Payton (9)   | Elfrid Payton (8)    | Madison Square Garden | 19 - 44 |
| 64    | 8 mars     | Détroit       | V 96-84        | Julius Randle (22)     | Julius Randle (12)  | Elfrid Payton (6)    | Madison Square Garden | 20 - 44 |
| 65    | 10 mars    | @ Washington  | D 115-122      | Ntilikina, Portis (20) | Barrett, Portis (6) | Frank Ntilikina (10) | Capital One Arena     | 20 - 45 |
| 66    | 11 mars    | @ Atlanta     | V 136-131 (OT) | Julius Randle (33)     | Julius Randle (11)  | Elfrid Payton (12)   | State Farm Arena      | 21 - 45 |

| Match | Date match | Équipe                | Score | Meilleur marqueur | Meilleur rebondeur | Meilleur passeur | Lieux                   | Série |
| ----- | ---------- | --------------------- | ----- | ----------------- | ------------------ | ---------------- | ----------------------- | ----- |
| -     | Annulé     | @ Miami               |       |                   |                    |                  | American Airlines Arena | -     |
| -     | Annulé     | Charlotte             |       |                   |                    |                  | Madison Square Garden   | -     |
| -     | Annulé     | @ Boston              |       |                   |                    |                  | TD Garden               | -     |
| -     | Annulé     | Golden State          |       |                   |                    |                  | Madison Square Garden   | -     |
| -     | Annulé     | L.A. Clippers         |       |                   |                    |                  | Madison Square Garden   | -     |
| -     | Annulé     | Toronto               |       |                   |                    |                  | Madison Square Garden   | -     |
| -     | Annulé     | @ La Nouvelle-Orléans |       |                   |                    |                  | Smoothie King Center    | -     |
| -     | Annulé     | @ Chicago             |       |                   |                    |                  | United Center           | -     |
| -     | Annulé     | @ Memphis             |       |                   |                    |                  | FedExForum              | -     |
| -     | Annulé     | Minnesota             |       |                   |                    |                  | Madison Square Garden   | -     |
| -     | Annulé     | Miami                 |       |                   |                    |                  | Madison Square Garden   | -     |
| -     | Annulé     | Orlando               |       |                   |                    |                  | Madison Square Garden   | -     |
| -     | Annulé     | @ Oklahoma City       |       |                   |                    |                  | Chesapeake Energy Arena | -     |
| -     | Annulé     | @ Toronto             |       |                   |                    |                  | Scotiabank Arena        | -     |
| -     | Annulé     | Détroit               |       |                   |                    |                  | Madison Square Garden   | -     |
| -     | Annulé     | @ Minnesota           |       |                   |                    |                  | Target Center           | -     |

### Confrontations en saison régulière
| Conférence Est      | Conférence Est                              | Conférence Est                              | Conférence Est                              | Conférence Est                              | Conférence Ouest                            | Conférence Ouest                            | Conférence Ouest                            |
| Division Atlantique | Division Atlantique                         | Division Atlantique                         | Division Atlantique                         | Division Atlantique                         | Division Nord-Ouest                         | Division Nord-Ouest                         | Division Nord-Ouest                         |
| Équipe              | Domicile                                    | Domicile                                    | Extérieur                                   | Extérieur                                   | Équipe                                      | Domicile                                    | Extérieur                                   |
| ------------------- | ------------------------------------------- | ------------------------------------------- | ------------------------------------------- | ------------------------------------------- | ------------------------------------------- | ------------------------------------------- | ------------------------------------------- |
| Boston              | 95-118                                      | 104-113                                     | 102-104                                     |                                             | Denver                                      | 92-129                                      | 105-111                                     |
| Brooklyn            | 101-103                                     | 110-97                                      | 109-113                                     | 94-82                                       | Minnesota                                   |                                             |                                             |
|                     |                                             |                                             |                                             |                                             | Oklahoma City                               | 103-126                                     |                                             |
| Philadelphie        | 95-101                                      | 87-90                                       | 104-109                                     | 106-115                                     | Portland                                    | 117-93                                      | 87-115                                      |
| Toronto             | 112-118                                     |                                             | 98-126                                      |                                             | Utah                                        | 104-112                                     | 104-128                                     |
|                     | 1-6                                         | 1-6                                         | 1-5                                         | 1-5                                         |                                             | 1-3                                         | 0-3                                         |
| Division            | 2-11                                        | 2-11                                        | 2-11                                        | 2-11                                        | Division                                    | 1-6                                         | 1-6                                         |
| Division Centrale   | Division Centrale                           | Division Centrale                           | Division Centrale                           | Division Centrale                           | Division Pacifique                          | Division Pacifique                          | Division Pacifique                          |
| Équipe              | Domicile                                    | Domicile                                    | Extérieur                                   | Extérieur                                   | Équipe                                      | Domicile                                    | Extérieur                                   |
| Chicago             | 105-98                                      | 125-115                                     | 102-120                                     |                                             | Golden State                                |                                             | 124-122 (OT)                                |
| Cleveland           | 87-108                                      | 123-105                                     | 106-86                                      | 139-134 (OT)                                | L.A. Clippers                               |                                             | 132-135                                     |
| Detroit             | 96-84                                       |                                             | 102-122                                     | 95-92                                       | L.A. Lakers                                 | 92-100                                      | 87-117                                      |
| Indiana             | 103-104                                     | 98-106                                      | 92-85                                       |                                             | Phoenix                                     | 98-121                                      | 112-120                                     |
| Milwaukee           | 102-123                                     |                                             | 88-132                                      | 102-128                                     | Sacramento                                  | 92-113                                      | 103-101                                     |
|                     | 4-4                                         | 4-4                                         | 4-4                                         | 4-4                                         |                                             | 0-3                                         | 2-3                                         |
| Division            | 8-8                                         | 8-8                                         | 8-8                                         | 8-8                                         | Division                                    | 2-6                                         | 2-6                                         |
| Division Sud-Est    | Division Sud-Est                            | Division Sud-Est                            | Division Sud-Est                            | Division Sud-Est                            | Division Sud-Ouest                          | Division Sud-Ouest                          | Division Sud-Ouest                          |
| Équipe              | Domicile                                    | Domicile                                    | Extérieur                                   | Extérieur                                   | Équipe                                      | Domicile                                    | Extérieur                                   |
| Atlanta             | 143-120                                     |                                             | 135-140 (2OT)                               | 136-131 (OT)                                | Dallas                                      | 106-103                                     | 106-102                                     |
| Charlotte           | 102-103                                     |                                             | 92-97                                       | 101-107                                     | Houston                                     | 125-123                                     | 112-123                                     |
| Miami               | 124-121                                     |                                             | 114-129                                     |                                             | Memphis                                     | 106-127                                     |                                             |
| Orlando             | 105-103                                     |                                             | 83-95                                       |                                             | New Orleans                                 | 123-111                                     |                                             |
| Washington          | 115-121                                     | 96-114                                      | 107-100                                     | 115-122                                     | San Antonio                                 | 104-111                                     | 111-120                                     |
|                     | 3-3                                         | 3-3                                         | 2-6                                         | 2-6                                         |                                             | 2-3                                         | 1-2                                         |
| Division            | 5-9                                         | 5-9                                         | 5-9                                         | 5-9                                         | Division                                    | 3-5                                         | 3-5                                         |
| Conférence          | 15-27 (Domicile : 8-13; Extérieur : 7-14)   | 15-27 (Domicile : 8-13; Extérieur : 7-14)   | 15-27 (Domicile : 8-13; Extérieur : 7-14)   | 15-27 (Domicile : 8-13; Extérieur : 7-14)   | Conférence                                  | 6-18 (Domicile : 3-9; Extérieur : 3-9)      | 6-18 (Domicile : 3-9; Extérieur : 3-9)      |
| Total               | 21-45 (Domicile : 11-22; Extérieur : 10-23) | 21-45 (Domicile : 11-22; Extérieur : 10-23) | 21-45 (Domicile : 11-22; Extérieur : 10-23) | 21-45 (Domicile : 11-22; Extérieur : 10-23) | 21-45 (Domicile : 11-22; Extérieur : 10-23) | 21-45 (Domicile : 11-22; Extérieur : 10-23) | 21-45 (Domicile : 11-22; Extérieur : 10-23) |

## Classements de la saison régulière
| Conférence Est | Conférence Est         | Conférence Est | Conférence Est | Conférence Est | Conférence Est | Conférence Est | Conférence Est |
| No             | Franchise              | Vic.           | Déf.           | MJ             | V/D            | GB             |                |
| -------------- | ---------------------- | -------------- | -------------- | -------------- | -------------- | -------------- | -------------- |
| 1              | Bucks de Milwaukee     | 56             | 17             | 73             | .767           | –              |                |
| 2              | Raptors de Toronto     | 53             | 19             | 72             | .736           | 2.5            |                |
| 3              | Celtics de Boston      | 48             | 24             | 72             | .667           | 7.5            |                |
| 4              | Pacers de l'Indiana    | 45             | 28             | 73             | .616           | 11             |                |
| 5              | Heat de Miami          | 44             | 29             | 73             | .603           | 12             |                |
| 6              | 76ers de Philadelphie  | 43             | 30             | 73             | .589           | 13             |                |
| 7              | Nets de Brooklyn       | 35             | 37             | 72             | .486           | 20.5           |                |
| 8              | Magic d'Orlando        | 33             | 40             | 73             | .452           | 23             |                |
|                |                        |                |                |                |                |                |                |
| 9              | Wizards de Washington¹ | 25             | 47             | 72             | .347           | 30.5           |                |
| 10             | Hornets de Charlotte   | 23             | 42             | 65             | .354           | 29             |                |
| 11             | Bulls de Chicago       | 22             | 43             | 65             | .338           | 30             |                |
| 12             | Knicks de New York     | 21             | 45             | 66             | .318           | 31.5           |                |
| 13             | Pistons de Détroit     | 20             | 46             | 66             | .303           | 32.5           |                |
| 14             | Hawks d'Atlanta        | 20             | 47             | 67             | .299           | 33             |                |
| 15             | Cavaliers de Cleveland | 19             | 46             | 65             | .292           | 33             |                |

| Division Atlantique   | V  | D  | MJ | V/D  | GB   | Dom   | Ext   | Div  |
| --------------------- | -- | -- | -- | ---- | ---- | ----- | ----- | ---- |
| Raptors de Toronto    | 53 | 19 | 72 | .736 | –    | 26–10 | 27–9  | 9–5  |
| Celtics de Boston     | 48 | 24 | 72 | .667 | 4.5  | 26–10 | 22–14 | 9–6  |
| 76ers de Philadelphie | 43 | 30 | 73 | .589 | 10.5 | 31–4  | 12–26 | 11–5 |
| Nets de Brooklyn      | 35 | 37 | 72 | .486 | 17.5 | 20–16 | 15–21 | 6–10 |
| Knicks de New York    | 21 | 45 | 66 | .318 | 28.5 | 11–22 | 10–23 | 2–11 |

## Effectif
| Knicks de New York Effectif actuel                             |    |                        |                       |                       |
| Entraîneur : Mike Miller                                       |    |                        |                       |                       |
| Arrière / Ailier                                               | 9  | Drapeau du Canada      | R. J. Barrett (R)     | Duke                  |
| Ailier                                                         | 17 | /                      | Iggy Brazdeikis (R)   | Michigan              |
| Arrière / Ailier                                               | 25 | Drapeau des États-Unis | Reggie Bullock        | North Carolina        |
| Arrière / Ailier                                               | 21 | Drapeau des États-Unis | Damyean Dotson        | Houston               |
| Arrière                                                        | 2  | Drapeau des États-Unis | Wayne Ellington       | North Carolina        |
| Ailier fort / Pivot                                            | 67 | Drapeau des États-Unis | Taj Gibson            | USC                   |
| Ailier / Ailier fort                                           | 3  | /                      | Maurice Harkless      | Saint John            |
| Meneur                                                         | -  | Drapeau des États-Unis | Jared Harper (R) (TW) | Auburn                |
| Ailier                                                         | 20 | Drapeau des États-Unis | Kevin Knox            | Kentucky              |
| Meneur / Arrière                                               | 11 | Drapeau de la France   | Frank Ntilikina       | SIG Strasbourg        |
| Meneur                                                         | 6  | Drapeau des États-Unis | Elfrid Payton         | Louisiane             |
| Meneur / Arrière                                               | -  | Drapeau des États-Unis | Theo Pinson           | North Carolina        |
| Ailier fort / Pivot                                            | 1  | Drapeau des États-Unis | Bobby Portis          | Arkansas              |
| Ailier fort / Pivot                                            | 30 | Drapeau des États-Unis | Julius Randle         | Kentucky              |
| Pivot                                                          | 23 | Drapeau des États-Unis | Mitchell Robinson     | Chalmette High School |
| Meneur                                                         | 5  | Drapeau des États-Unis | Dennis Smith Jr.      | North Carolina State  |
| Ailier fort / Pivot                                            | 45 | Drapeau des États-Unis | Kenny Wooten (R) (TW) | Oregon                |
| (C) - Capitaine, (R) - Rookie, (TW) - Two-way contract, Blessé |    |                        |                       |                       |

## Récompenses durant la saison
Récapitulatif des récompenses obtenues par les joueurs de l'équipe durant la saison.
| Date       | Joueur        | Récompense                              |
| ---------- | ------------- | --------------------------------------- |
| 14 février | R. J. Barrett | ☆ Rising Stars Challenge - Team World ☆ |

## Transactions
Le détail des différents contrats signés par l'équipe est disponible dans la section supérieure des contrats des joueurs, avec les montants des salaires.

### Échanges
| Juin | Juin                                                                                           | Juin                                                                                          | Juin  |
| --- | ---------------------------------------------------------------------------------------------- | --------------------------------------------------------------------------------------------- | ----- |
| 21 juin | Vers Knicks de New York - Droits sur Iggy Brazdeikis (#47)                                     | Vers Kings de Sacramento - Droits sur Kyle Guy (#55) - Compensation financière de 1 000 000 $ | [ 6 ] |
| Février |                                                                                                |                                                                                               |       |
| 6 février |                                                                                                |                                                                                               |       |
| Échange à trois équipes | Échange à trois équipes                                                                        | [ 7 ]                                                                                         |       |
| Vers les Knicks de New York - Maurice Harkless (Des Clippers) - Premier tour de draft 2020 (Des Clippers) - Premier tour de draft 2021 protégé (Des Clippers) - Second tour de draft 2021 (De Détroit, via les Clippers) - Droits sur Issuf Sanon (De Washington) | Vers les Clippers de Los Angeles - Marcus Morris (De New York) - Isaiah Thomas (De Washington) | [ 7 ]                                                                                         |       |
| Vers les Wizards de Washington - Jerome Robinson (Des Clippers) |                                                                                                | [ 7 ]                                                                                         |       |

### Options dans les contrats
| Date       | Joueur                 | Option                                                                        |
| ---------- | ---------------------- | ----------------------------------------------------------------------------- |
| 14/06/2019 | Allonzo Trier          | New York active son option d'équipe.                                          |
| 25/06/2019 | Billy Garrett Jr.      | New York décline son option d'équipe.                                         |
| 26/06/2019 | Luke Kornet            | New York décline la Qualifying Offer.                                         |
| 26/06/2019 | Emmanuel Mudiay        | New York décline la Qualifying Offer.                                         |
| 28/06/2019 | John Jenkins           | New York décline son option d'équipe.                                         |
| 29/06/2019 | Henry Ellenson         | New York décline son option d'équipe.                                         |
| 29/06/2019 | Isaiah Hicks (two-way) | New York décline la Qualifying Offer.                                         |
| 21/10/2019 | Kevin Knox             | New York exerce leur option d'équipe de 4 588 680 $ pour la saison 2020-2021. |
| 21/10/2019 | Frank Ntilikina        | New York exerce leur option d'équipe de 6 176 578 $ pour la saison 2020-2021. |
| 21/10/2019 | Dennis Smith Jr.       | New York exerce leur option d'équipe de 5 686 677 $ pour la saison 2020-2021. |

### Changement d’entraîneur
| Date       | Ancien entraîneur | Raison départ | Date de signature | Nouvel entraîneur | Provenance                                                 |
| ---------- | ----------------- | ------------- | ----------------- | ----------------- | ---------------------------------------------------------- |
| 06/12/2019 | David Fizdale     | Licencié      | 06/12/2019        | Mike Miller       | Knicks de New York (Entraîneur assistant 2019)             |
| 30/07/2020 | Mike Miller       | Licencié      | 30/07/2020        | Tom Thibodeau     | Timberwolves du Minnesota (Entraîneur principal 2016-2018) |

## Arrivées

### Draft
| Date       | Joueur          | Provenance                    |
| ---------- | --------------- | ----------------------------- |
| 02/07/2018 | R. J. Barrett   | Blue Devils de Duke (NCAA)    |
| 06/07/2018 | Iggy Brazdeikis | Wolverines du Michigan (NCAA) |

### Agents libres
| Date       | Joueur          | Provenance                             |
| ---------- | --------------- | -------------------------------------- |
| 08/07/2019 | Wayne Ellington | Pistons de Détroit                     |
| 08/07/2019 | Taj Gibson      | Timberwolves du Minnesota              |
| 08/07/2019 | Elfrid Payton   | Pelicans de La Nouvelle-Orléans        |
| 08/07/2019 | Bobby Portis    | Wizards de Washington                  |
| 08/07/2019 | Julius Randle   | Pelicans de La Nouvelle-Orléans        |
| 15/07/2019 | Marcus Morris   | Celtics de Boston                      |
| 16/07/2019 | Reggie Bullock  | Lakers de Los Angeles                  |
| 09/09/2019 | Amir Hinton     | Shaw University                        |
| 09/09/2019 | V. J. King      | Louisville (NCAA)                      |
| 09/09/2019 | Lamar Peters    | Mississippi State (NCAA)               |
| 09/09/2019 | Kenny Wooten    | Oregon (NCAA)                          |
| 17/10/2019 | Zak Irvin       | Knicks de Westchester (G-League)       |
| 26/06/2020 | Theo Pinson     | Nets de Brooklyn (Claimed off waivers) |

### Two-way contracts
| Date       | Joueur       | Provenance                            |
| ---------- | ------------ | ------------------------------------- |
| 23/10/2019 | Ivan Rabb    | Grizzlies de Memphis                  |
| 14/01/2020 | Kenny Wooten | Knicks de Westchester (G League)      |
| 25/06/2020 | Jared Harper | Suns de Phoenix (Claimed off waivers) |

## Départs

### Agents libres
| Date       | Joueur            | Nouvelle équipe ¹         |
| ---------- | ----------------- | ------------------------- |
| 01/07/2019 | Henry Ellenson    | Nets de Brooklyn          |
| 01/07/2019 | Billy Garrett Jr. | Chalon                    |
| 01/07/2019 | Mario Hezonja     | Trail Blazers de Portland |
| 01/07/2019 | Isaiah Hicks      | Avtodor Saratov           |
| 01/07/2019 | John Jenkins      | Jiangsu Dragons           |
| 01/07/2019 | DeAndre Jordan    | Brooklyn Nets             |
| 01/07/2019 | Luke Kornet       | Bulls de Chicago          |
| 01/07/2019 | Emmanuel Mudiay   | Jazz de l'Utah            |
| 01/07/2019 | Noah Vonleh       | Timberwolves du Minnesota |

¹ Il s'agit de l’équipe pour laquelle le joueur a signé après son départ, il a pu entre-temps changer d'équipe ou encore de pays.

### Joueurs coupés
| Date       | Joueur        | Nouvelle équipe ¹                |
| ---------- | ------------- | -------------------------------- |
| 29/09/2019 | Lance Thomas  | Nets de Brooklyn                 |
| 13/01/2020 | Ivan Rabb     | Knicks de Westchester (G League) |
| 25/06/2020 | Kadeem Allen  | JL Bourg                         |
| 26/06/2020 | Allonzo Trier |                                  |

¹ Il s'agit de l’équipe pour laquelle le joueur a signé après son départ, il a pu entre-temps changer d'équipe ou encore de pays.

### Joueurs non retenus au training camp
Liste des joueurs non retenus pour commencer la saison NBA.
| Joueur       |
| ------------ |
| Amir Hinton  |
| Zak Irvin    |
| V. J. King   |
| Lamar Peters |
| Kenny Wooten |

## Situation à la fin de saison

### Joueurs "agents libres"
| Joueur           | Fin de saison         |
| ---------------- | --------------------- |
| Damyean Dotson   | Agent libre restreint |
| Maurice Harkless | Agent libre           |
| Jared Harper     | Agent libre restreint |

### Options en fin de saison
| Joueur       | Fin de saison    |
| ------------ | ---------------- |
| Theo Pinson  | Option d'équipe. |
| Bobby Portis | Option d'équipe. |